# Ragnar Östbergs plan

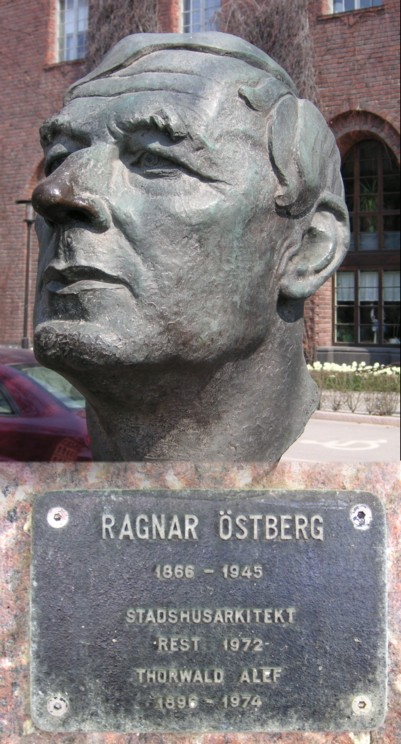
Bysten av Ragnar Östberg.

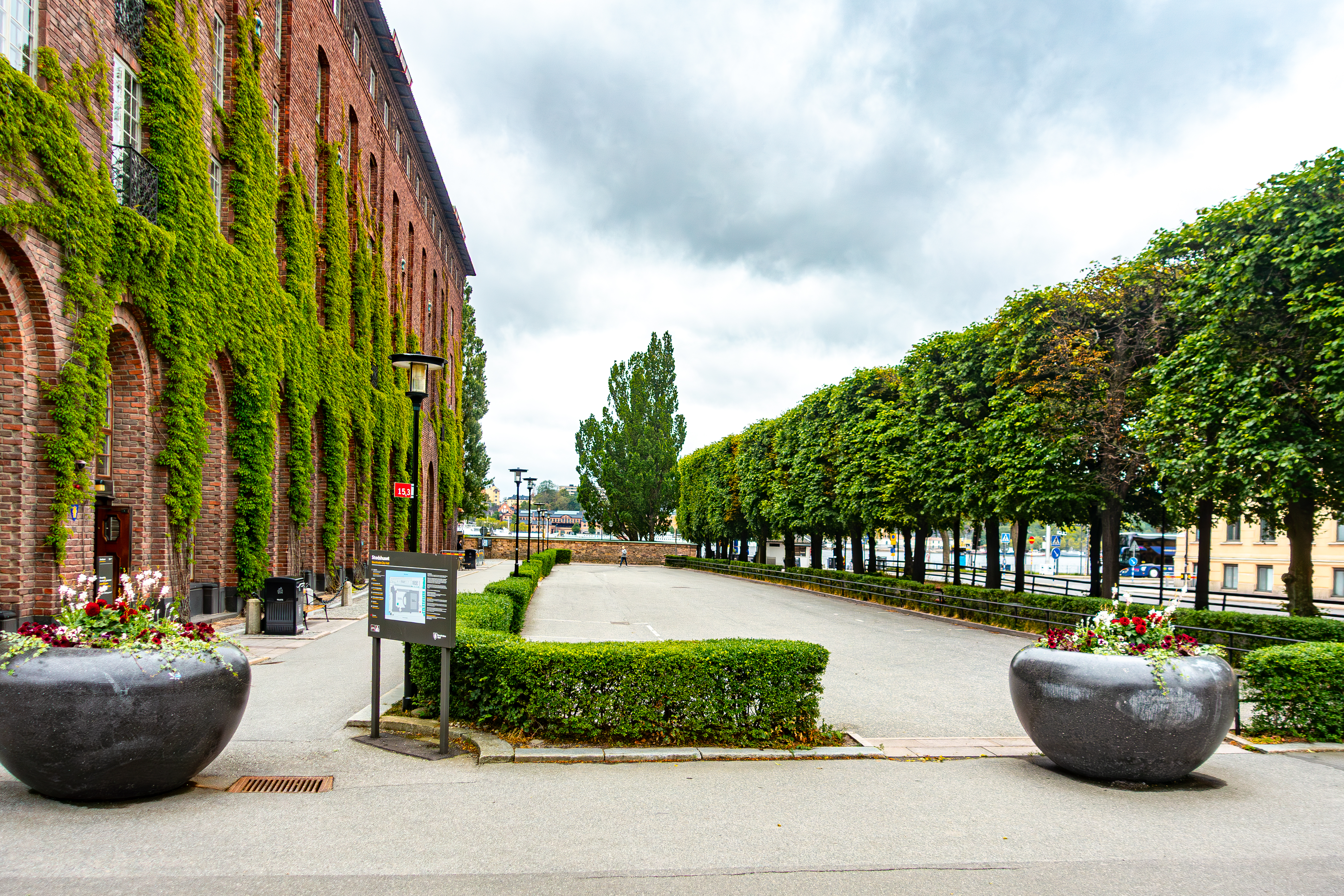
Ragnar Östbergs plan i Stockholm 2025.

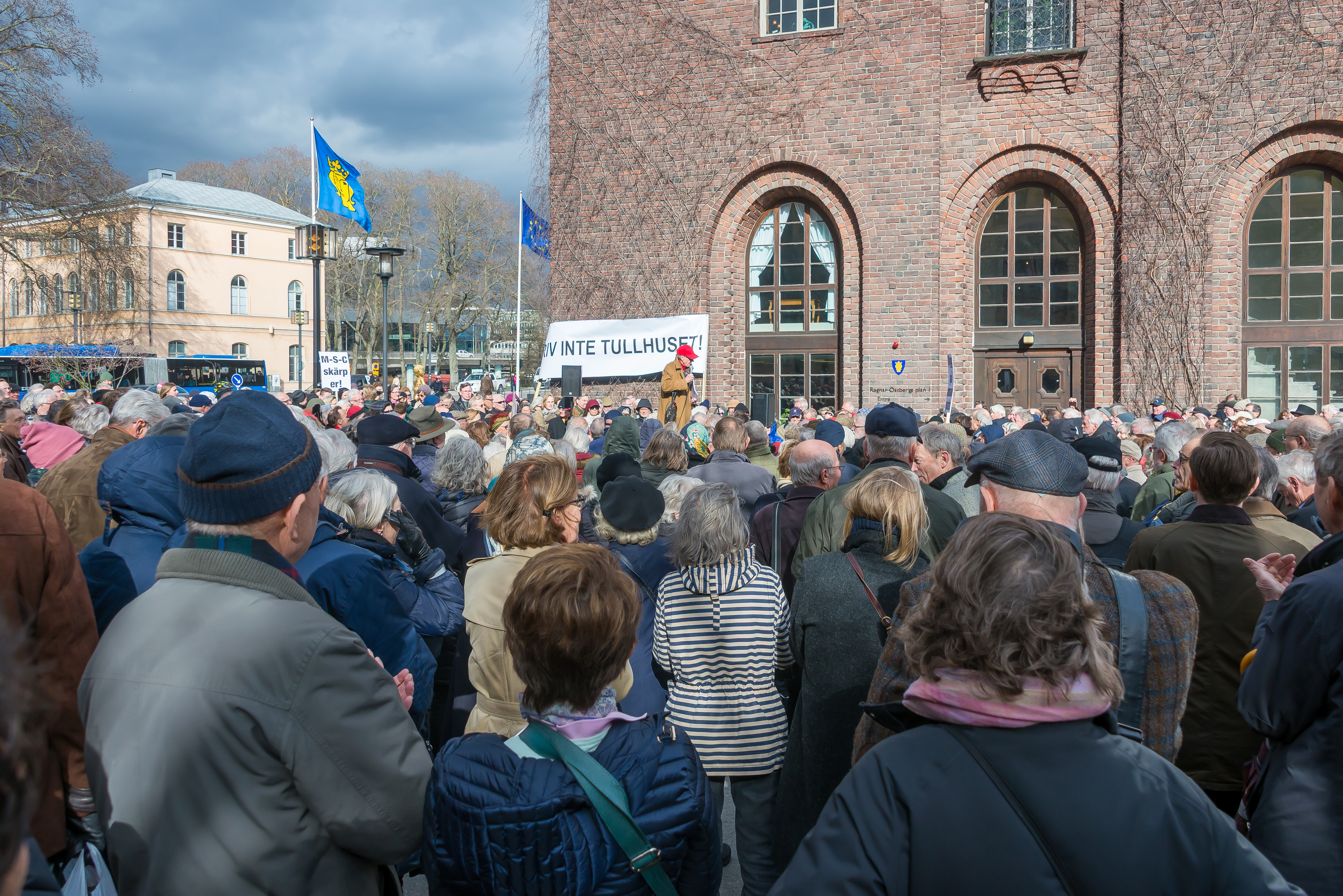
Demonstration på Ragnar Östbergs plan 2016 inför Kommunfullmäktigemöte.

Ragnar Östbergs plan, är ett litet torg vid Stockholms stadshus, namngivet efter arkitekten Ragnar Östberg som ritade Stadshuset.
Torget ligger vid Norr Mälarstrand i stadsdelen Kungsholmen i Stockholm i direkt anslutning till stadshusets västra gavel. Det består huvudsakligen av Norr Mälarstrands hårt trafikerade fortsättning, en bred cykelbana, en bilparkering och en liten grönremsa med Ragnar Östbergs porträttbyst av Thorwald Alef som placerades där 1972. Torget gränsar i väster till gamla Karolinska institutes byggnader och i norr till Sveriges första sjukhus, Serafimerlasarettet.
Ragnar Östbergs plan har i en motion i Kommunfullmäktige föreslagits byta namn till ”Demokratins torg” då det regelbundet hålls demonstrationer utanför entrén i samband med fullmäktigemöten. Förslaget har dock inte fått politisk majoritet.